# Сатыбалдиев, Эльмурза Ракиевич
Эльмурза Ракиевич Сатыбалдиев (кирг. Элмурза Ракиевич Сатыбалдиев) — киргизский государственный деятель, государственный советник юстиции второго класса. Заслуженный юрист Киргизской Республики.

## Биография
Родился 13 марта 1966 года в селе Мырза-Аке Ошской области.
Обучался на юридическом факультете Кыргызского государственного национального университета и закончил его в 1992 году.
С 2007 по 2009 год занимал должность Генерального прокурора Кыргызской Республики.
В 2014 году был осужден за злоупотребление должностными полномочиями в связи с событиями 7 апреля 2010 года.
В декабре 2021 года на парламентских выборах 2021 года по Узгенскому избирательному округу был избран депутатом Жогорку Кенеша Кыргызской Республики VII созыва. Судимость была снята в 2019 году судом Октябрьского района.
Руководитель депутатской фракции «Мекенчил».

## Личная жизнь
Женат, воспитывает пятерых детей.

## Награды
- Медаль «За укрепление парламентского сотрудничества в ОДКБ» (2023 год)[7].